# Nora Zaïdi
Nora Mebrak-Zaïdi (ur. 6 lipca 1965 w Bethoncourt) – francuska polityk, urzędniczka i działaczka społeczna pochodzenia algierskiego, posłanka do Parlamentu Europejskiego III kadencji.

## Życiorys
Córka imigranta z Algierii, pracownika fabryki tekstyliów. Uzyskała licencjat z lingwistyki, specjalizując się w językach angielskim i niemieckim, oraz bakalaureat z filozofii i literatury. Działała w organizacji antyrasistowskiej SOS Racisme, była przewodniczącą jego struktur w Montbéliard i delegatką na jej kongres krajowy. Zyskała pewną popularność, występując w wiadomościach w państwowej telewizji Antenne 2, gdzie wypowiedziała się przeciw brakowi reprezentacji imigrantów w polityce.
W 1989 zdobyła mandat posłanki do Parlamentu Europejskiego z 20. miejsca listy Partii Socjalistycznej (jako bezpartyjna reprezentantka SOS Racisme z rekomendacji Laurenta Fabiusa). Została pierwszą (razem z Djidą Tazdaït) eurodeputowaną z krajów Maghrebu. Przez całą kadencję była stowarzyszona z grupą socjalistów, należała m.in. do Komisji ds. Młodzieży, Kultury, Edukacji, Środków Masowego Przekazu i Sportu, Komisji ds. Swobód Obywatelskich i Spraw Wewnętrznych oraz Delegacji ds. stosunków z państwami Maszreku.
W 1994 kandydowała ponownie z paneuropejskiej listy Europa zaczyna się w Sarajewie, po porażce ugrupowania wycofała się z działalności publicznej. Później pracowała jako w państwowej organizacji zajmującej się imigrantami, na początku XXI wieku była również lewicową radną w Valentigney.
Ma czwórkę dzieci.